# حميمان
مركز حميمان؛ هو مركزٌ إداري تابعٌ لمحافظة الرين في منطقة الرياض، ويصنف من فئة (ب) ورمزه 1496.